# Ahsoka Tano
Ahsoka Tano kitalált szereplő a Csillagok háborúja univerzumában. A mozifilm-sorozatban nem szerepel; főként az animációs Star Wars: A klónok háborúja c. egész estés filmből és A klónok háborúja, illetve a Star Wars: Lázadók c. sorozatból közismert.
Kinézete
Ahsoka a togruta fajba tartozik, Shaak Ti jedimesterrel együtt. Így kinézete elég érdekes. Bőrszíne narancssárga, arcán pigmenthiányok vannak amelyek elég érdekes mintákat alkotnak. Kék-fehér csíkos lekkujai kis korától kezdve növekednek. Kissé hegyes úgynevezett montral szarvai is vannak. Szemei viszonylag nagyok, kék színűek. Testalkata sovány. Felnőtt korára 1,88m-re nőtt.
Togruta lány, aki Anakin Skywalker tanítványaként fényes karriert futott be a Jedi-rendben; amit a Köztársaság korrupttá válása miatt, mestere szomorú, de hallgatólagos megértésével, végül otthagyott, s egy ideig passzivitásba vonult. Anakin Skywalker Darth Vaderré válásával nagyjából egy időben, de ettől az eseménytől függetlenül, a Galaktikus Birodalom megalakulásának időszakában felvette a kapcsolatot a lázadókkal.

## Története

### Gyermekkor
Ahsoka a togruták egyik bolygóján a Shilin született, de szülei elhagyták, és – ahogyan a Köztársaság korában szokásos volt – nagyon fiatal korában a Jedi rend – személyesen Plo Koon nagymester – felfedezte és tagjai közé vette. Sokáig a rend nevelte, mígnem eljött az ideje, hogy egy mester foglalkozzon vele. Az árva kislány meglehetősen önfejű, indulatos és büszke volt, ezért amikor közeledett az ideje, hogy egy mester padawanja legyen, Yoda mester – kissé az esemény szokásos ideje után, amikor Ahsoka 14 éves volt – úgy döntött, hogy Anakin Skywalker, a hasonlóan öntörvényű Jedi kezére bízzák, hogy egymás rossz példájából tanuljanak alázatot és felelősséget. A kezdeti nehézségek után a két árva hamar összeszokott, különleges és elválaszthatatlan páros lettek egészen a Barris Offee-féle gyalázatos incidensig.

### A padawan
Cserfessége és pimaszsága miatt Skywalker rögtön a megismerkedésük alkalmával "Szájasnak" (angolul: Snipes) kezdte csúfolni, Ahsoka pedig „Skysrácnak” (SkyGuy) becézte a mesterét, ami nem vallott túlságos tisztelettudásra. Hamar összeszoktak, állandó veszekedéseik és a Jedi-kódex előírásai ellenére nagyon kötődtek egymáshoz, és őrülten aggódtak, ha a másik veszélybe került. Ezt Skywalker ki is mutatta a többi Jedi, mint pl. Kenobi vagy Unduli előtt, kiváltva azok időnkénti rosszallását.
Első közös küldetésük az volt, hogy kimentsék Jabba újszülött porontyát, Rottát a szeparatista parancsnok és Sith tanonc, Asajj Ventress karmai közül, aki elrabolta, hogy háborút robbantson ki a huttok és a Köztársaság között. Ez a Köztársaságot nagyon érzékenyen érintette volna, mivel a huttok számos hiperűrutat ellenőriztek. Ahsoka rendkívül értékes segítségnek bizonyult, együtt sikerült leleplezniük Jabba előtt a szeparatisták ármánykodását, és visszaszolgáltatni neki a kis hutt lárvát.
Az ifjú padawan nagyon sok küldetésben vett részt a klónháborúk során, és mindent megtett, hogy bizonyítson mind magának, mind mesterének. Annak ellenére, hogy még kevés a tapasztalata, Ahsoka igazán jól bánik a fénykarddal. Ahsoka bizonyos értelemben túlnőtt mesterén is, ugyanis a kezdeti nehézségek után a legtöbb veszélyes szituációra előírásszerűen reagált, vagyis tényleg tanult alázatot és felelősségtudatot a mesterétől, ám végül ott hagyja a már említettek miatt.

### Kilépés a Rendből
A klónháborúk alatt egy másik padawan, aki egykor Ahsoka legközelebbi rendtársa és barátja volt, Barris Offee megpróbált egy terroristamerényletet rákenni Ahsokára. A Köztársaság hivatalos szervei hitelt adtak a rágalmazónak, vizsgálati fogság címén börtönbe zárták (ahonnan a padawan szinte azonnal megszökött, csak megerősítve az őt körülvevő gyanút), a Jedi-tanács pedig kizárta a Rendből. Ahsoka azt gyanította, hogy a dolog mögött egykori legmegvetettebb személyes ellenfele, a konföderációs tábornok és bérgyilkos Sith-tanítvány, Asajj Ventress áll. Ventressről azonban kiderült, hogy kiugrott a Sithek közül, mivel mestere, Dooku gróf elárulta és meg akarta ölni. Otthagyta a Konföderációt is, már régebben fejvadásznak állt, és bár összecsap a padawannal, mivel szeretné bezsebelni a fejére kitűzött díjat, egyébiránt semmi köze az ügyhöz. Mikor Anakin kideríti, hogy Barris Offee, Ahsoka barátnője és padawantársa mozgatja a szálakat, a Rend rehabilitálni akarja Ahsokát. Ő azonban képtelen újra bízni a rendben. Csalódott, és mélységesen szomorú mikor elutasítja a Jedi rend rehabilitáló kérelmét.

### Fulcrum
Ahsoka Fulcrum álnéven a Lázadók sorozatban tér vissza, mint az egyik lázadó sejt titokzatos segítője. (A harmadik évad „ The Antills Extraction ” epizódja később felfedte, hogy a Fulcrum címet több ügynök is használta.)
A lázadókkal való sok közös kaland után Ahsoka elkerül egy réges-régi Sith-templomba Kanan Jarrus-szal és Ezra Bridgerrel, ahol megküzdenek az Inkvizítorokkal illetve Darth Maullal is. Végül aztán Ashoka találkozik Darth Vaderrel. Fénykardcsatát vív vele és közben felismeri benne régi mesterét, akit azóta is keresett, Anakin Skywalkert. Viszont Ezra, a Lázadók alatt megmenti, mert egy időkapun át visszamegy a múltba, hogy megmentse. Ez után Ahsoka visszamegy ugyanazon a időkapun, mert megtámadják őket. A sorozat utolsó részének utolsó jelenetében újra felbukkan, hogy Sabine-nal Ezra keresésére induljon.

### A Mandalóri
A sorozat 13. epizódjában az erdővel borított Corvus bolygón Ahsoka összecsap Morgan Elsbeth birodalmi magisztrátussal, Calodan városának uralkodójával, és annak Lang nevű hadnagyával. Ahsoka egy napot ad Elsbeth-nek, hogy megadja magát, és felfedje mestere, Thrawn főadmirális hollétét, ez alapján feltételezhető, hogy még mindig Ezra nyomában van.

### Star Wars: Ahsoka
Ahsoka elmegy egy bolygóra, ahol megszerez egy térképet ahhoz a galaxishoz, ahová vélhetően Thrawnt és Ezra Bridgert repítették a pörgillek (csillagbálnák). Ezután ellátogat a Lothálra, ahol megkéri Sabine Wrent: nyissa ki a gömböt, de megtiltja neki, hogy elvigye a hajóról. Sabine ennek ellenére elviszi és sikerül is megfejtenie, de néhány droid és egy piros kardos fiatal nő rátámad és elveszik tőle a térképet és megsemmisítik a felvételeket. Sabine ezután összecsap a lánnyal aki leszúrja a fénykardjával. Ahsoka megmenti, de a térképet már nem tudja visszaszerezni. Ezután elviszi Sabinet egy kórházba ahol egy beszélgetésből kiderül, hogy Sabin valaha Ahsoka padawanja volt, de miután a Mandalóron megölték Sabin családját az ezer könny éjszakáján Ahsoka úgy gondolta, hogy túl veszélyes lenne tovább tanítania. Míg Sabin pihen ő elmegy a Koréliára ahol Héra Syndullával együtt lelepleznek egy birodalmi összeesküvést. Ekkor Ahsokára támad egy másik piros fénykardos. Amíg ő a másik fénykardossal harcol Héra egy teherhajó után indul és nyomkövetőt tesz rá, így jutnak el Sabine-nal a Silosra, ahol Morgen Elsbet egy hatalmas hiperűrgyűrűt épít. Miután vadásztámadás miatt kényszerleszállást kell végrehajtaniuk a felszínen és se kommunikálni se felszálni nem tudnak Ahsoka elindul megkeresni a birodalmiak bázisát. Itt összefut Bailen Skollall aki legyőzi és a tengerbe löki – Sabine eközben a birodalommal tart. Innen egy különleges helyre kerül, ami úgy néz ki, mint a Lothali jeditemplom. Itt találkozik Anakinnal, aki egy "utolsó lecke" gyanánt megkérdezi tőle, hogy az életet vagy a halált választja, majd emlékeket mutat neki az életéből, aztán megküzd vele és Ahsoka végül az életet választja. Jacon találja meg a víz felszínén. Ezután Ahsoka "beszél" a pörgillekkel és megkéri őket, hogy vigyék oda ahol Ezra és Sabine van. Amikor megérkeztek vadászok fogadták őket így bemenekültek az aszteroidamezőbe. Itt Ahsoka egy jeditrükköt használva megkeresi Sabinet és segít nekik – Sabinnak és Ezrénak – legyőzni a piros kardos lányt. Ezután megtámadják Trawn csillagrombolóját, de a rohamosztagosok és Morgen Elsbet az utukat állják.

### Skywalker kora
A Skywalker korában fizikailag nem tűnt fel, de amikor Rey hallja a már meghalt Jedik hangjait a Palpatine elleni harcban, az övét is hallani lehet. A Yavin-i csata után biztosan életben volt, mert Sabine-nal akkor indultak Ezra Bridger keresésére a Star Wars: Lázadókban. Valószínűsíthetően Rey és Palpatine párharca idején élt, mert rajta kívül az összes jedimester, aki megszólalt, erőszellemként segített Rey-nek (halottak voltak).

## Megjelenése
A Star Wars: A klónok háborúja c. animációs filmben és az ezt követő animációs sorozatban, valamint a később játszódó Star Wars: Lázadók sorozatban jelent meg. (A hangját pedig hallani lehetett a Star Wars: Skywalker kora-ban) Eredeti szinkronhangja Ashley Eckstein, állandó magyar hangja Molnár Ilona.
Első élőszereplős megjelenése a A Mandalóri 13. Fejezetében történt meg, Rosario Dawson alakította.
Szintén az ő alakításával folytatódik Ahsoka története a Boba Fett könyvében és a róla elnevezett Ahsoka sorozatban.